# Наваррете, Химена
Химе́на Наварре́те (исп. Ximena Navarrete; род. 22 февраля 1988, Гвадалахара) — мексиканская модель, актриса и королева красоты. Победительница международного конкурса красоты Мисс Вселенная 2010. Вторая мексиканка победившая в конкурсе Мисс Вселенная.

## Биография
Химена — старшая дочь дантиста Карлоса Наваррете и домохозяйки Габриэлы Росеты. Имеет младшую сестру Мариану. Родилась и выросла в городе Гвадалахара, столице штата Халиско, Мексика. Она в модельном бизнесе с 16 лет. По настоянию родителей окончила пищевой факультет Университета Долины Атемажак в Сапопан. Химена имеет испанские и французские корни.

## Мексиканская красавица 2009
Химена Наваррете выиграла конкурс Nuestra Belleza Jalisco 16 июля 2009 в своём родном городе, после этого она выиграла национальный конкурс Nuestra Belleza México, прошедший 16 сентября 2009 в Мериде (штат Юкатан). Наваррете вторая участница из Халиско, после Карлы Каррильо, победившая в национальном конкурсе.

## Мисс Вселенная 2010

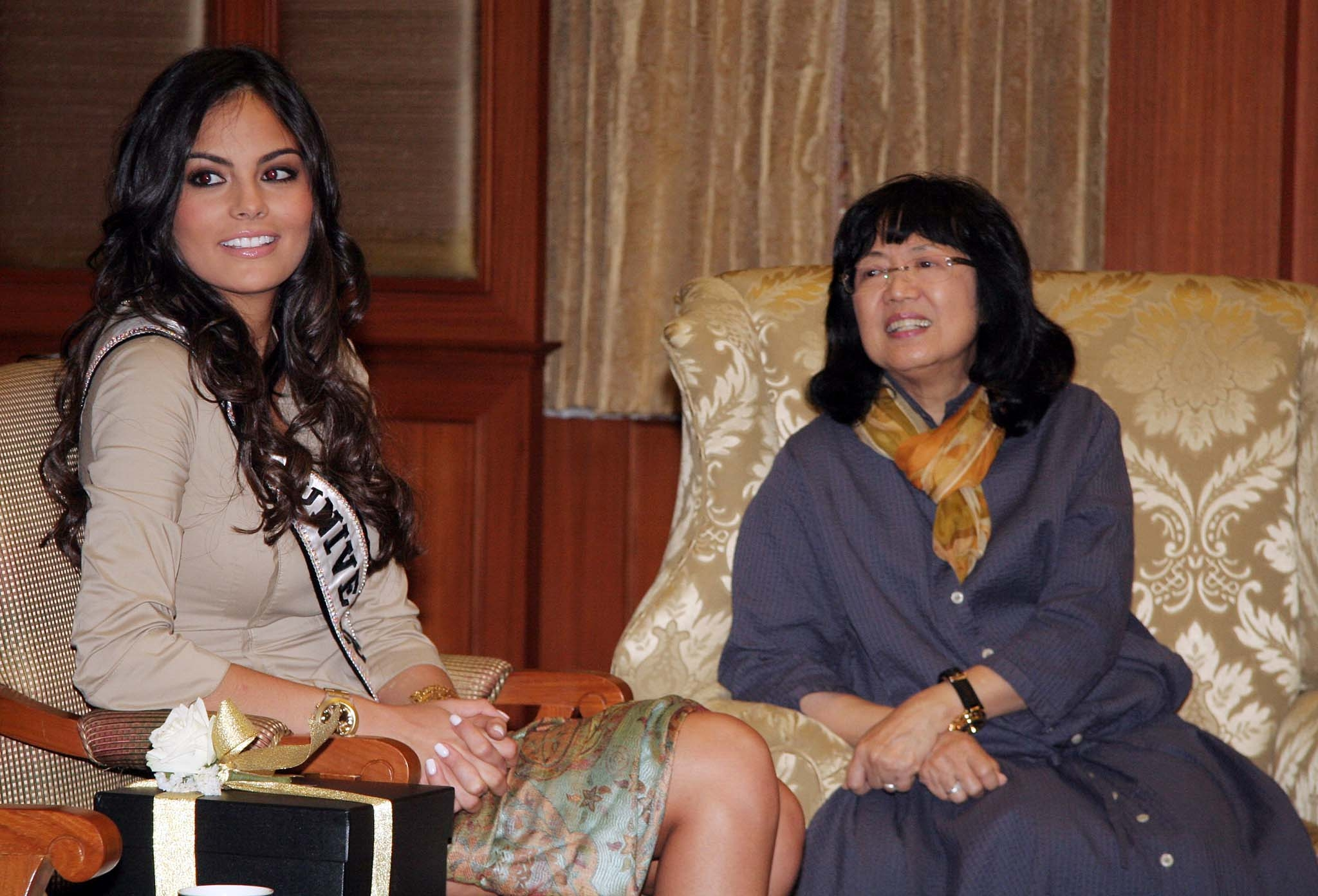
Химена Наваррете в Таиланде. 2010 год.

23 августа 2010, Химена Наваррете побеждает в конкурсе Мисс Вселенная 2010. Она стала второй мексиканкой, выигравшей после Лупиты Джонс, которая победила в 1991 году. Конкурс прошёл в Лас-Вегасе, штат Невада.
В качестве Мисс Вселенной посетила ряд стран, среди которых Китай, Франция, Россия, Доминиканская Республика, Пуэрто Рико, Панаму, Таиланд, Мексику, Чили, Багамские острова, Испанию, Индонезию, Индию, Бразилию, Гватемалу, США, Гондурас, Эквадор.
12 сентября 2011 году в столице Бразилии Сан-Паулу передала титул представительнице Анголы Лейле Лопес.

## Личная жизнь
1 апреля 2017 года вышла замуж за мексиканского бизнесмена Хуана Карлоса Валладареса. Церемония проходила в исторической части Мехико. На торжестве присутствовало более 900 гостей. 7 августа 2018 года стало известно, что пара ожидает появление своего первенца. 29 августа Химена в своём инстаграме объявила, что у неё случился выкидыш. 24 июня 2021 года стало известно о второй беременности модели. 8 декабря 2021 года родила дочь, которую назвали в честь матери - Химена Вайадарес Наваррете. 